# Chu Kim Đức
Chu Kim Đức (Hanoi, 1980) és una arquitecta vietnamita que promou el dret dels nens a jugar al Vietnam a través de la projecció de parcs infantils amb productes reciclats. És cofundadora i directora de Think Playgrounds.
El 2003 es va graduar en Urbanisme a Hanoi i després va fer dos cursos d'història dels jardins, el patrimoni i el paisatge a Versalles. El 2007 va tornar al seu país per obrir la seva pròpia empresa de disseny i construcció de paisatges i va dirigir diversos projectes relacionats amb espais públics i parcs infantils al Vietnam. El 2012 va decidir estudiar i fer pel·lícules experimentals, quan va conèixer una dona nord-americana a qui agradaven molt els parcs infantils, però que a Hanoi no en va trobar cap. Aquesta dona va intentar fer un primer tobogan, però el projecte no va tenir èxit i va tornar als Estats units.
El 2014 va decidir posar-hi remei, i va organitzar un dia del joc amb l'ajut de Judith Hansen i l'ambaixada dels Estats Units al Vietnam. Escoles privades i internacionals van contractar el disseny del parc infantil i amb els diners rebuts va construir patis de la comunitat. La seva empresa Thinc Playgrounds es va convertir en una empresa social el 2016. El 2020 aquesta empresa té 15 treballadors i ha dissenyat 180 parcs infantils comunitaris fets amb materials reciclats, com ara pneumàtics, bates, troncs, mobles i deixalles de metall, plàstic i fusta, més de la meitat a Hanoi. Cada parc es completa en un o dos mesos, la meitat del temps es destina a contrastar el projecte amb les autoritats locals i l'altra meitat en l'execució.
La característica dels parcs que promou Kim és que estan fets amb materials reciclats que s'han integrat en tobogans, tirolines, gimnàs a la jungla, balancins i altres estructures perquè els nens puguin jugar gratuïtament. La seva organització ha estat treballant estretament amb promotors d'habitatges per reservar una part del terreny del projecte per construir parcs infantils. També organitza tallers per conscienciar la ciutadania sobre la necessitat de parcs infantils. El 2020 treballa en patis de teràpia per a l'Hospital Nacional per a Nens del Vietnam a Hanoi i al primer parc infantil amb baixes emissions de carboni de la ciutat.
El 2020 va formar part de la llista de les 100 dones més influents del món per la BBC.